# Lockheed Vega

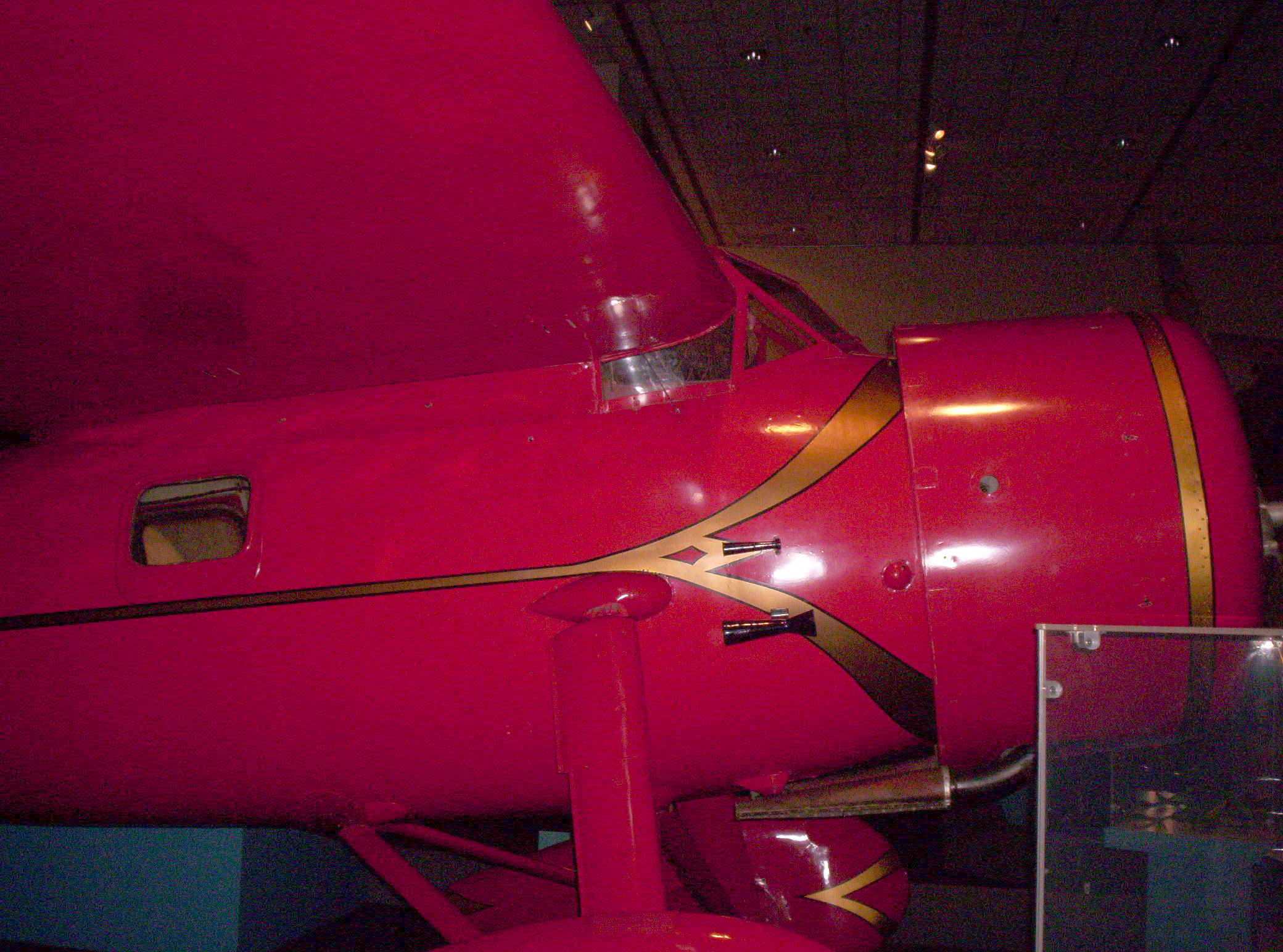
Mit dieser Lockheed Vega 5B brach Amelia Earhart zwei Weltrekorde

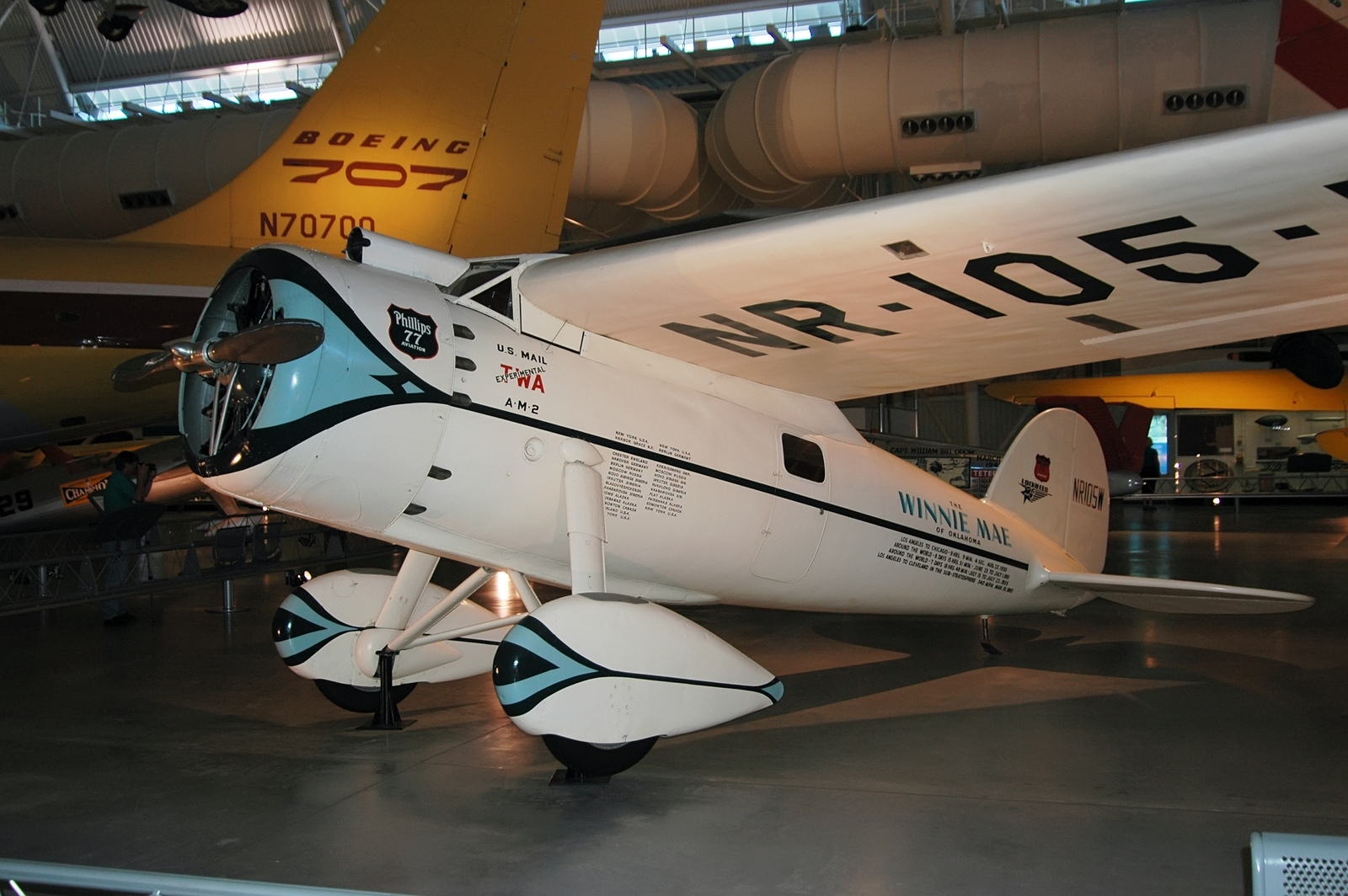
Lockheed Vega 5C Winnie Mae von Wiley Post

Die Lockheed Vega sowie die von ihr abgeleitete Lockheed Air Express waren Verkehrsflugzeuge des US-amerikanischen Herstellers Lockheed.

## Geschichte
Ziel der Entwicklung war die Herstellung und Fertigung eines konkurrenzlos schnellen Flugzeugs für die Lockheed-eigene Fluggesellschaft. Der Erstflug der Maschine fand am 4. Juli 1927 statt. Sie war der erste Schritt für die Entwicklung zum echten Flugschnellverkehr. Entwickelt wurde die Maschine von John Northrop. Unter Berücksichtigung der neuesten aerodynamischen Erkenntnisse und unter Verwendung des stärksten verfügbaren Motors entwickelte man zunächst einen viersitzigen Typ. Der Prototyp wurde von William Randolph Hearst gekauft und „Golden Eagle“ getauft. Die Maschine verschwand jedoch bereits im August desselben Jahres während eines Luftrennens spurlos. Die zweite Maschine diente zu Vorführungen. Die dritte wurde von Hubert Wilkins für eine Arktis-Expedition gekauft. Für den Einsatz auf Fluglinien erwiesen sich jedoch vier Passagiersitze auf Dauer als nicht ausreichend. Die Maschinen verkauften sich dennoch gut und bei den nationalen Luftrennen 1928 in Cleveland erwies sich der Typ als überaus erfolgreich. Von dieser originalen Vega 1 konnten 28 Maschinen verkauft werden.
Um den Bedarf an schnellen Passagierflugzeugen mit adäquater Transportleistung decken zu können, wurde der Entwurf überarbeitet. Es entstand 1929 die mit einem 450 PS leistenden Pratt & Whitney R-1340 und einer NACA-Haube ausgerüstete Vega 5, die eine Reisegeschwindigkeit von 249 km/h und eine Spitzengeschwindigkeit von 266 km/h erreichte. Es konnten 42 Maschinen abgesetzt werden. Es wurden insgesamt sieben Maschinen von anderen Varianten auf diesen Standard umgebaut, fünf davon wurden mit Schwimmern ausgerüstet. Zwei Maschinen wurden zu sechssitzigen Maschinen umgebaut, neun als Geschäftsreiseflugzeug Vega 5A.
Als nächste Variante wurde die fünfsitzige Vega 2 mit einem 300 PS starken Wright Whirlwind J-6 gefertigt. Von diesem Typ wurde sechs Maschinen hergestellt. Eine weitere Version stellte die Vega 2A mit sechs Sitzen dar, die zu dem mit sechs Sitzen und dem 450 PS leistenden Pratt & Whitney R-1340 ausgerüsteten meistgebauten Typ Vega 5B überleitete. Von diesem Typ wurden insgesamt 34 Maschinen gefertigt, inklusive dreier umgebauter Landflugzeuge und zweier Schwimmerflugzeuge anderer Varianten.
Die Variante Vega 5C erhielt einen stärkeren Motor und größere Steuerflächen. Insgesamt 27 Maschinen wurden auf diesen Standard umgebaut, sechs wurden als Vega 5C neu gebaut.
Eine wesentliche Änderung der Konstruktion stellte die mit einem Aluminiumrumpf versehene DL-1 dar, die von der Detroit Aircraft Corporation gebaute sechssitzige und mit dem Motor der 5C ausgerüstete Variante. Diese Entwicklung wurde von Gerard Vultee durchgeführt, dem Nachfolger von John Northrop. Von dieser Variante wurden insgesamt zehn Maschinen gefertigt.

## Konstruktion
Die Lockheed Vega war ein einmotoriger unverspannter Hochdecker in Schalenbauweise mit einem nicht einziehbaren Spornradfahrwerk für den Passagiertransport. Angetrieben wurde die Maschine von einem Wright J-5-Whirlwind-Sternmotor. Die Reisegeschwindigkeit mit dem 225 PS leistenden Motor betrug 193 km/h, die Höchstgeschwindigkeit 217 km/h. Als Flügelprofil kam das bekannte Clark-Y zur Anwendung.

## Nutzung
In den späten 1920er- und frühen 1930er-Jahren nutzten zahlreiche Fluggesellschaften die Vega. Größter Betreiber mit elf Maschinen war die mexikanische Lineas Aereas Minervas, je zehn Maschinen flogen für die Corporacion Aeronautica de Transportes und die Braniff, während die meisten Gesellschaften nur eine bis vier Maschinen dieses Typs einsetzten.
Eine Sonderversion war dabei die Lockheed Air Express mit einem vom Rumpf getrennten Tragflügel, um den Anforderungen der Western Air Express zu genügen. Der Pilot saß dabei hinter der Passagierkabine in einem offenen Cockpit. Die Maschine besaß einen leistungsfähigeren Motor als die Vega. Insgesamt wurden von dieser Variante für verschiedene Betreiber acht Maschinen gefertigt, von denen die erste im März 1928 ausgeliefert wurde.
Die Lockheed Vega wurde auch für verschiedene Rekordflüge eingesetzt, so bei der Atlantiküberquerung von Amelia Earhart und der zweimaligen Weltumrundung von Wiley Post.
Es existierten mehrere militärische Versionen der Vega, die Y1C-12, Y1C-17 und UC-101. Allerdings gab es von jedem dieser Typen jeweils nur ein Exemplar.

## Technische Daten
| Kenngröße            | Daten der Vega 5C                                                            |
| -------------------- | ---------------------------------------------------------------------------- |
| Besatzung            | 1 Pilot                                                                      |
| Passagiere           | 6                                                                            |
| Länge                | 8,38 m                                                                       |
| Spannweite           | 12,50 m                                                                      |
| Höhe                 | 2,59 m                                                                       |
| Flügelfläche         | 25,55 m²                                                                     |
| Flügelstreckung      | 6,1                                                                          |
| Leermasse            | 1163 kg                                                                      |
| Startmasse           | 2155 kg                                                                      |
| Antrieb              | ein 9-Zylinder-Sternmotor Pratt & Whitney R-1340 Wasp SC mit 336 kW (457 PS) |
| Reisegeschwindigkeit | 298 km/h                                                                     |
| Reichweite           | 885 km                                                                       |
| Dienstgipfelhöhe     | 5485 m                                                                       |